# 紙皮石

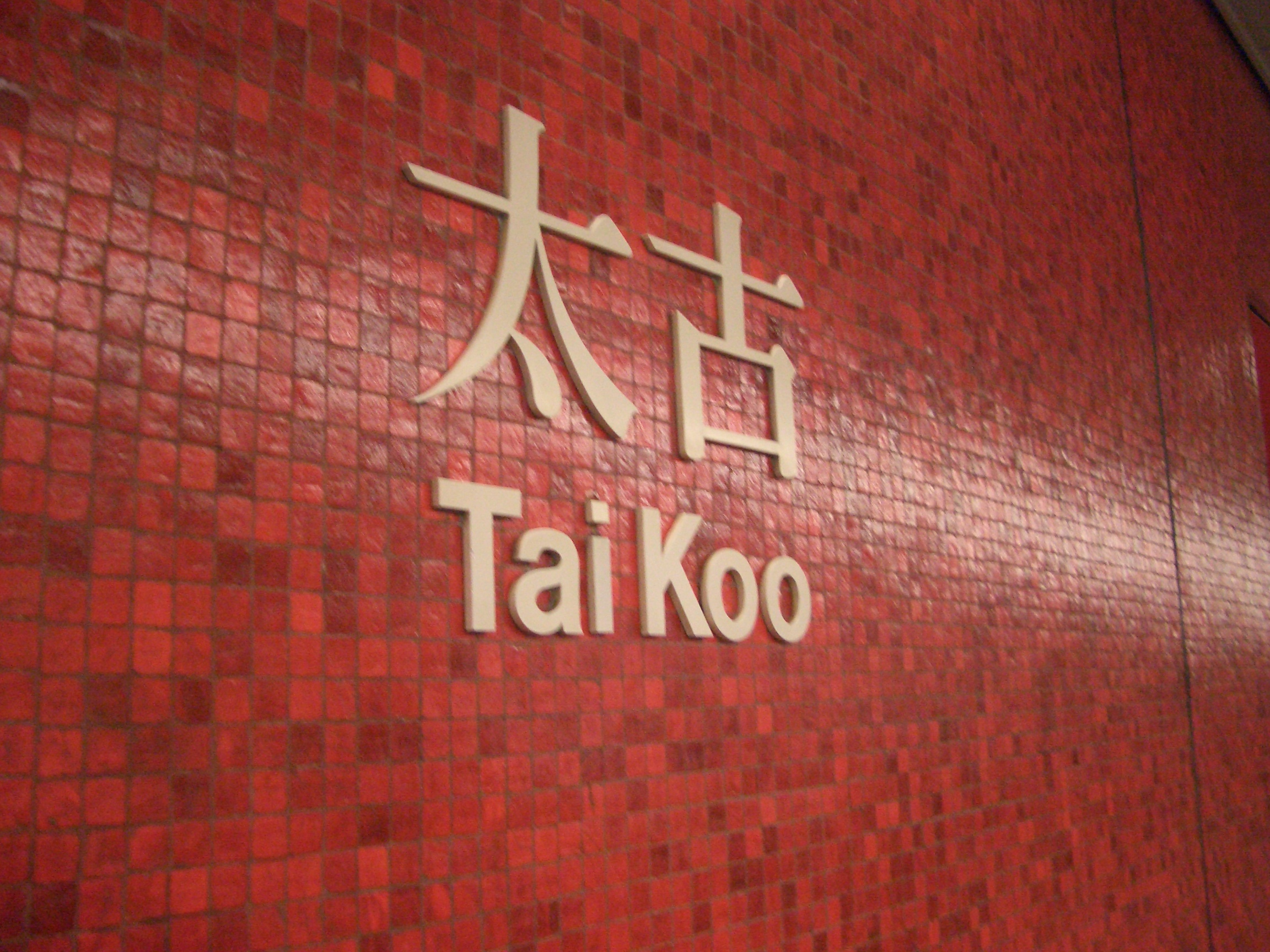
香港港鐵太古站的紅色紙皮石牆面

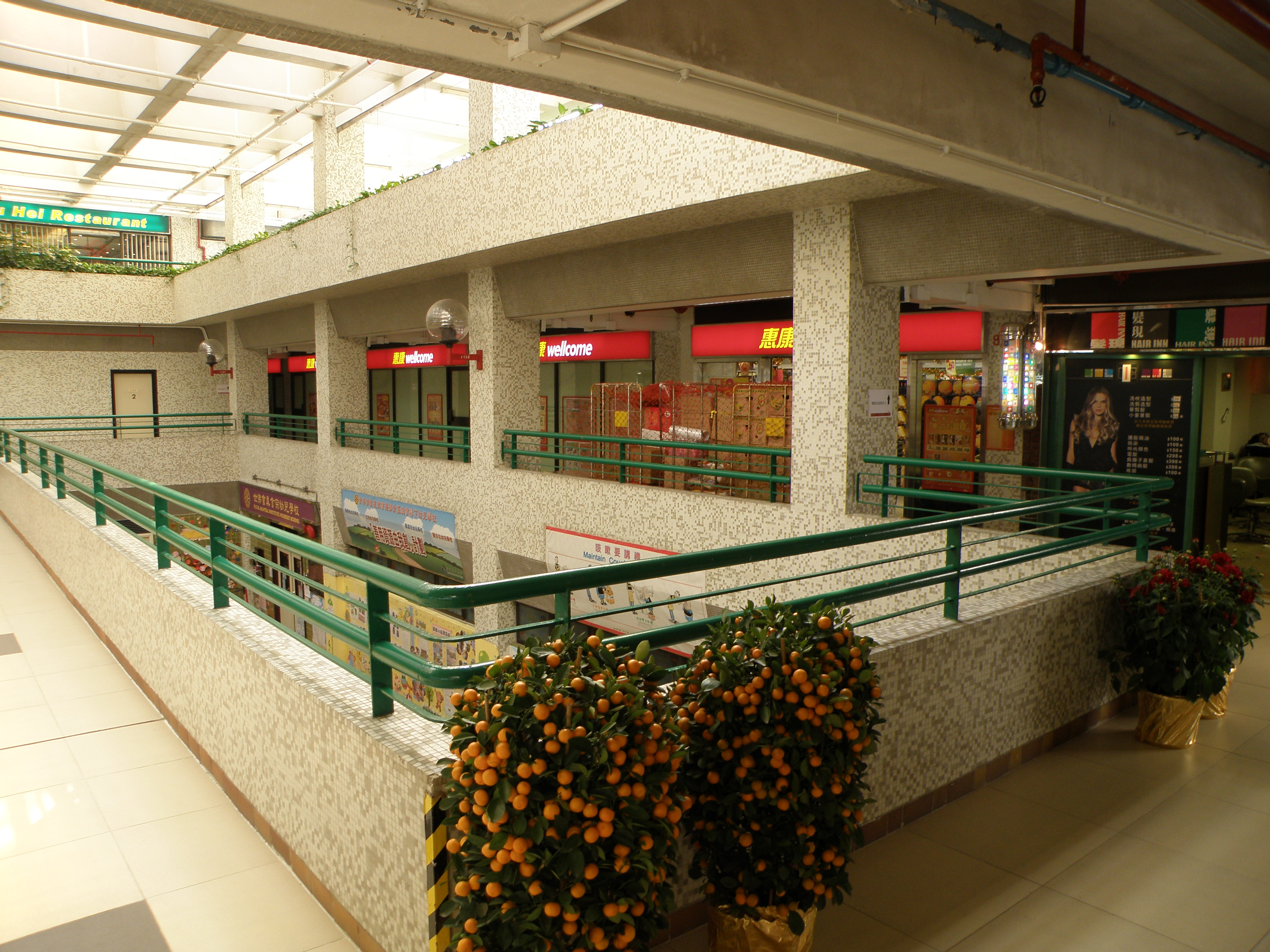
香港一個以紙皮石設計為主的屋苑商場 - 兆禧苑商場

紙皮石，又名為小方磚、馬賽克方塊石、馬賽克磚或馬賽克方石等，是建築材料，建築牆裝修表面用物料。

## 別名由來
紙皮石是個俗稱，因為它們以數十塊為一組貼於紙皮上，之後三行工人用水泥把之鋪貼於牆面，待乾固便完工。
馬賽克紙皮石通常為外牆小磚石，用料具防水性如水晶、瓷、玻璃等。

## 應用
紙皮石鋪砌藝術即馬賽克藝術，因為一組組方塊石色彩可以多樣選擇，貼出千變幻化藝術圖像。
馬賽克小方塊優點是表面顏色多姿多彩，缺點是外牆紙皮石日久失修，由大廈高層飛脫，危害行人安全。

### 香港
紙皮石除了常見於地鐵站的內部，在建築物的外牆亦十分普遍。根據一份建築公司於1984年的調查結果顯示，在500幢大廈中有近80%使用了玻璃紙皮石作主要的牆面裝飾材料。